# Bresse Vallons
Bresse Vallons est une commune nouvelle française résultant de la fusion — au 1er janvier 2019 — des communes de Cras-sur-Reyssouze et Étrez, située dans le département de l'Ain en région Auvergne-Rhône-Alpes.

## Géographie

### Localisation
|                        | Foissiat       |        |
| Malafretaz             | Bresse Vallons | Marboz |
| Saint-Martin-le-Châtel | Attignat       |        |

### Climat
Pour des articles plus généraux, voir Climat d'Auvergne-Rhône-Alpes et Climat de l'Ain.
En 2010, le climat de la commune est de type climat océanique dégradé des plaines du Centre et du Nord, selon une étude du CNRS s'appuyant sur une série de données couvrant la période 1971-2000. En 2020, Météo-France publie une typologie des climats de la France métropolitaine dans laquelle la commune est exposée à un climat semi-continental et est dans la région climatique Bourgogne, vallée de la Saône, caractérisée par un bon ensoleillement (1 900 h/an), un été chaud (18,5 °C), un air sec au printemps et en été et des vents faibles.
Pour la période 1971-2000, la température annuelle moyenne est de 11,6 °C, avec une amplitude thermique annuelle de 18 °C. Le cumul annuel moyen de précipitations est de 1 021 mm, avec 10,9 jours de précipitations en janvier et 7,9 jours en juillet. Pour la période 1991-2020, la température moyenne annuelle observée sur la station météorologique de Météo-France la plus proche, « Ceyzériat_sapc », sur la commune de Ceyzériat à 19 km à vol d'oiseau, est de 11,7 °C et le cumul annuel moyen de précipitations est de 1 032,6 mm,. Pour l'avenir, les paramètres climatiques de la commune estimés pour 2050 selon différents scénarios d'émission de gaz à effet de serre sont consultables sur un site dédié publié par Météo-France en novembre 2022.

## Urbanisme

### Typologie
Au 1er janvier 2024, Bresse Vallons est catégorisée commune rurale à habitat dispersé, selon la nouvelle grille communale de densité à 7 niveaux définie par l'Insee en 2022.
Elle est située hors unité urbaine. Par ailleurs la commune fait partie de l'aire d'attraction de Bourg-en-Bresse, dont elle est une commune de la couronne,. Cette aire, qui regroupe 80 communes, est catégorisée dans les aires de 50 000 à moins de 200 000 habitants,.

## Toponymie
Lors du projet de création de la commune nouvelle qui prévoyait le regroupement de 6 communes, trois noms étaient proposés à un vote citoyen : Bressenvies, Arc Bressan et Bresse Vallons. Bien que le périmètre de la commune fut restreint aux seuls villages de Cras et d'Étrez, Bresse Vallons fut gardé pour nommer la commune nouvelle.

## Histoire
Initialement, le projet impliquait 6 communes : Étrez, Cras-sur-Reyssouze, Béréziat, Marsonnas, Montrevel-en-Bresse et Malafretaz. Montrevel-en-Bresse aurait été le chef-lieu d'une commune de plus de 7 000 habitants. Le 13 décembre 2018, les conseils municipaux de Béréziat et Malafretaz votent contre cette commune nouvelle, ce qui ne permet pas la mise en œuvre du projet même sans les deux qui ont voté contre. En effet, l'absence de Malafretaz aurait empêché une continuité territoriale.
Deux jours plus tard, les conseils d'Étrez et de Cras-sur-Reyssouze se réunissent pour créer une commune nouvelle portant le même nom que celle qui aurait été formée avec les 4 autres communes. La commune est créée au 1er janvier 2019 par un arrêté préfectoral du 21 décembre 2018.

## Politique et administration

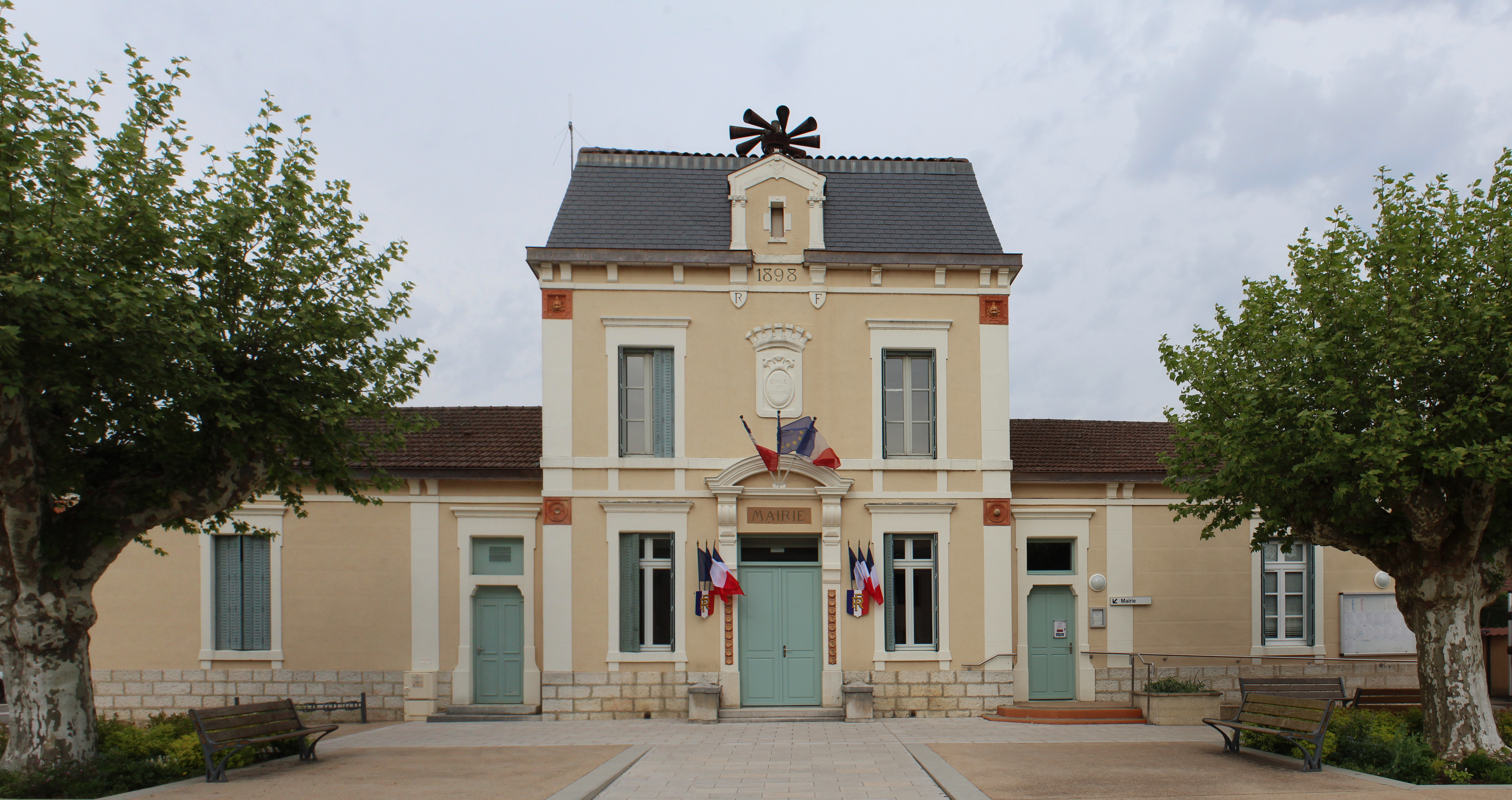
Mairie.

### Découpage territorial
La commune de Bresse Vallons est membre de la communauté d'agglomération du Bassin de Bourg-en-Bresse, un établissement public de coopération intercommunale (EPCI) à fiscalité propre créé le 1er janvier 2017 dont le siège est à Bourg-en-Bresse. Ce dernier est par ailleurs membre d'autres groupements intercommunaux.
Sur le plan administratif, elle est rattachée à l'arrondissement de Bourg-en-Bresse, au département de l'Ain et à la région Auvergne-Rhône-Alpes. Sur le plan électoral, elle dépend du  canton d'Attignat pour l'élection des conseillers départementaux, depuis le redécoupage cantonal de 2014 entré en vigueur en 2015, et de la première circonscription de l'Ain  pour les élections législatives, depuis le dernier découpage électoral de 2010.

#### Communes déléguées
| Nom                        | Code Insee | Intercommunalité                | Superficie (km2) | Population (dernière pop. légale) | Densité (hab./km2) |
| -------------------------- | ---------- | ------------------------------- | ---------------- | --------------------------------- | ------------------ |
| Cras-sur-Reyssouze (siège) | 01130      | CA du Bassin de Bourg-en-Bresse | 13,83            | 1 501 (2018)                      | 109                |
| Étrez                      | 01154      | CA du Bassin de Bourg-en-Bresse | 12,15            | 806 (2018)                        | 66                 |

### Administration municipale

#### Liste des maires
| Période        | Période  | Identité                  | Étiquette | Qualité |
| -------------- | -------- | ------------------------- | --------- | ------- |
| 8 janvier 2019 | En cours | Virginie Grignola-Bernard | SE        | Cadre   |

## Population et société

### Démographie
L'évolution du nombre d'habitants est connue à travers les recensements de la population effectués dans la commune depuis sa création.
En 2022, la commune comptait 2 393 habitants.
| 2019  | 2020  | 2021  | 2022  |
| ----- | ----- | ----- | ----- |
| 2 363 | 2 368 | 2 380 | 2 393 |

## Culture locale et patrimoine
- Église Saint-Jean-Baptiste de Cras-sur-Reyssouze.
- Église Saint-Martin d'Étrez.